# Medjed
Medjed es un dios en la antigua religión egipcia, mencionada en el Libro de los Muertos.

## Libro de los Muertos
El hechizo 17 del Libro de los Muertos menciona, entre muchos otros dioses obscuros, un Medjed (que significa "el castigador"), en la siguiente línea:
"Sé el nombre de ese castigador entre ellos, que pertenece a la Casa de Osiris, que dispara con su ojo, pero que no se ve".
En el videojuego Persona 5, Medjed es un grupo hacktivista.